# トロリーバッグ

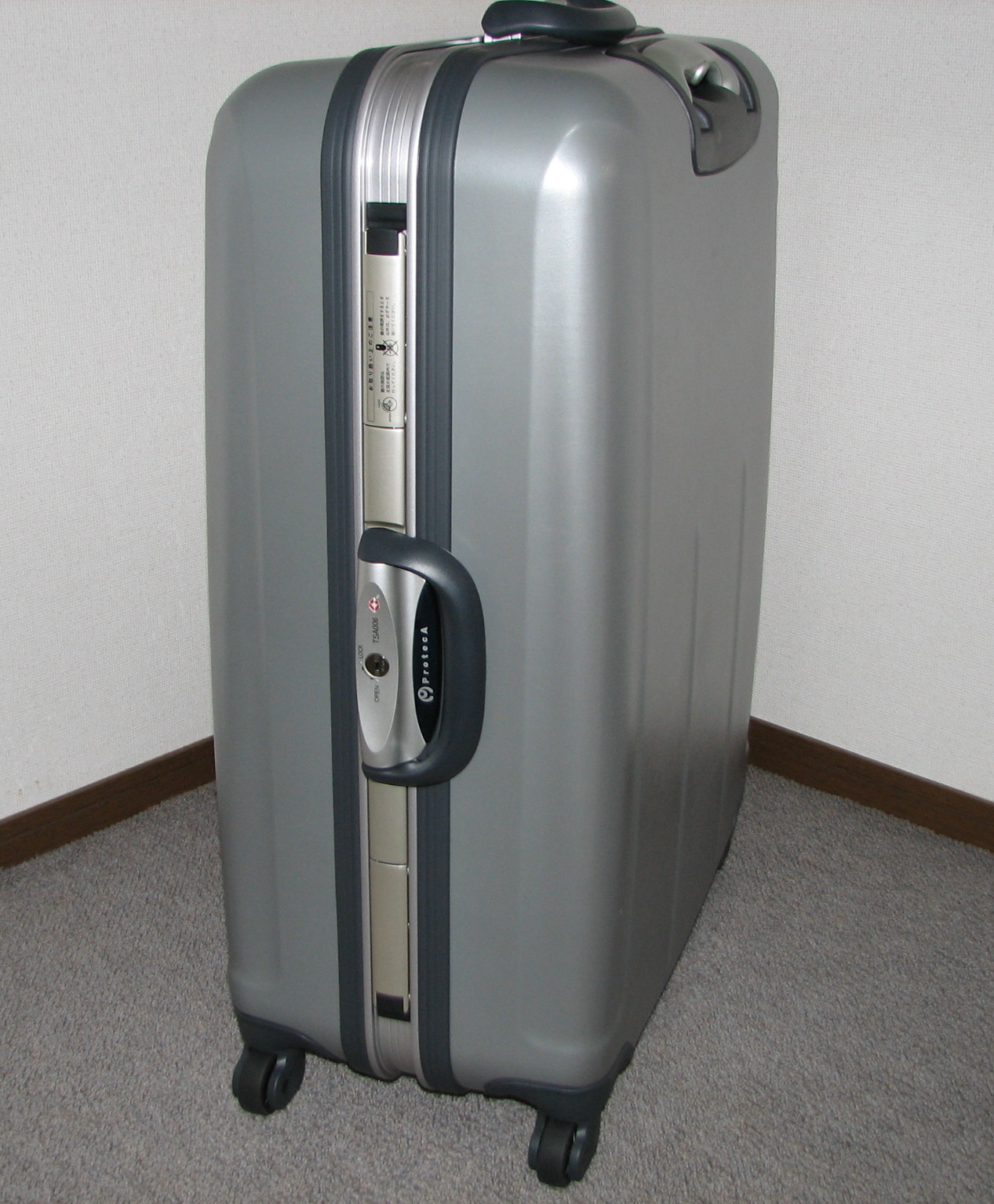
トロリーケース

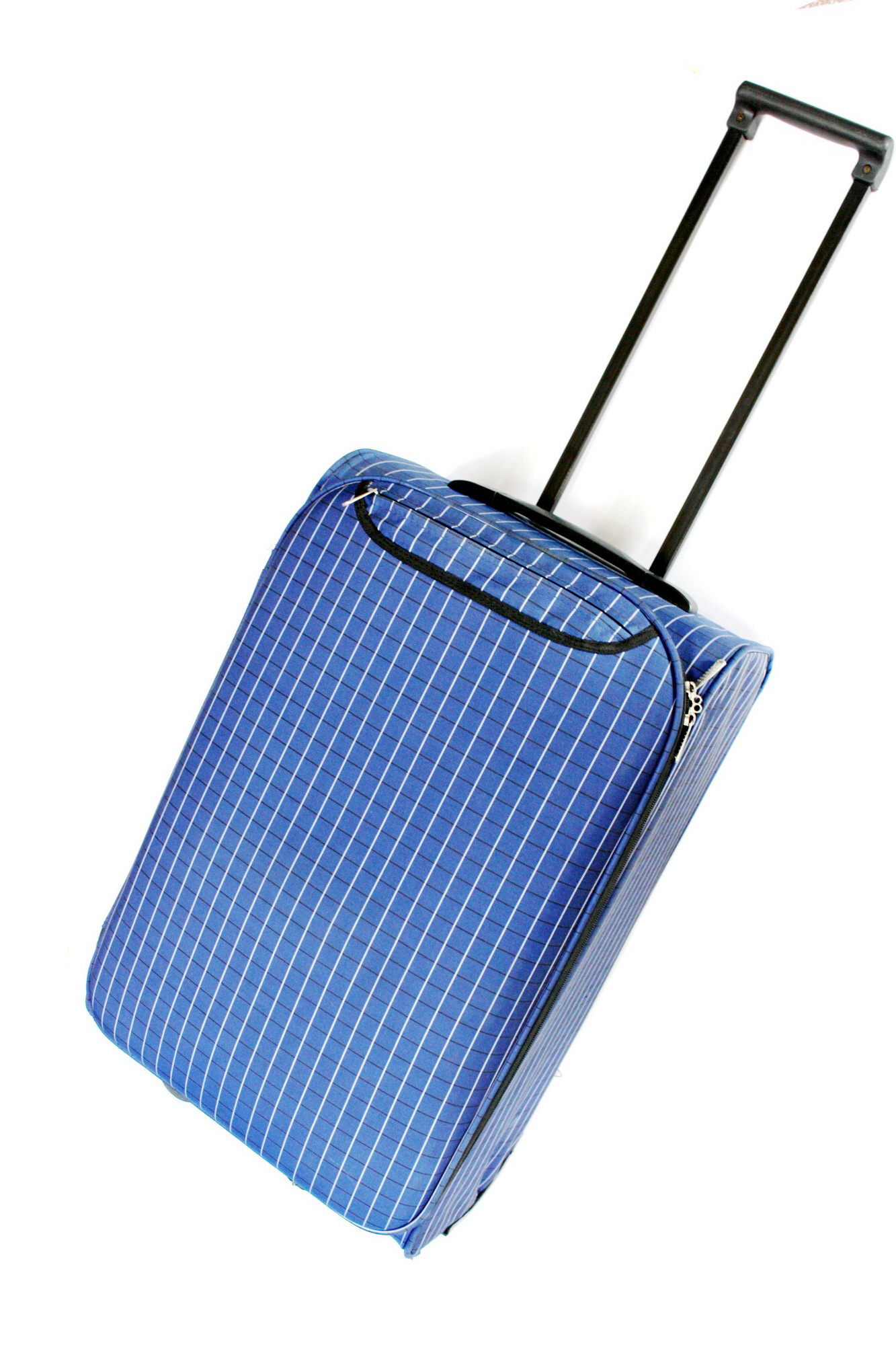
伸縮できる取っ手を伸ばした状態

トロリーバッグ (英語: trolley bag) は、底に車輪がついた鞄である。
日本では擬音からコロコロ、ゴロゴロ、カラカラとも俗称する。

## 概要
英語圏では、車輪がついたソフトケースを次のように呼ぶ。
- ホイールド・バッグ (wheeled bag) 、ホイーリー・バッグ (wheelie bag)
- ローラーバッグ (roller bag)
- ラゲージ・トロリー・バッグ (luggage trolley bag)

ラゲージ (luggage) はやや格式ばった言い方であり、さらに正式には "travel trolley luggage"  のようになる。時と場合にもよるが概ね単に "luggage" や 単に "travel bag" でも通じる。 
単にスーツケース (suit case) という場合、車輪の無いものも含まれうる。
鞄部分がスーツケース型のものをトロリーケース (trolley case) とも呼ぶ。
日本では、キャリーケース (carry case)、キャリーバッグ (carrier bag) 、キャスターバッグ (caster bag) とも呼ぶが、和製英語であり、英語圏では単なる鞄（持ち歩く鞄）や買い物袋を意味する。

## 使用法
車輪は底の4隅に付いているか、一辺の2隅にのみ付いている。
2輪のものは、車輪が下に来る向きに傾けて使う。傾けた側に立ち、鞄に向かって後ろから押すか、反対側を向いて前に引く。4輪のものは、傾けて2輪だけを地面に付けて同様に使うか、鞄を正立させて4輪とも地面につけ鞄を体の横か前で押す。このように地面につけた状態で動かすので、重量物を楽に運べることが最大のメリットである。
押したり引いたりしやすいよう、取っ手や持ち手がついているものが多い。特に最近の製品は伸縮できる取っ手（テレスコピックハンドル）がついていることが多い（特に手荷物として取り扱われる旅行用鞄の場合）が、その分確実に重量と内容積が犠牲になる。引っ張るための紐を付けられるものもある。
手持ち鞄の中には、キャリーバッグの取っ手に固定するための「キャリーサポーター」を備えるものがある。

## 欠点
- 駅や空港など、コンクリート舗装やタイル敷きなどの滑らかな所で使うのに適しており、アスファルトや砂利を固めるなどの舗装路では進みにくく、音もうるさい。
- 階段の上り下りには、通常の鞄に比べ利点はない。むしろ、車や取っ手の分重くかさばり、かえって上り下りしにくい。
- 特に後方で引く場合、混雑した場所ではトラブルになりやすく[1]、主要駅ではポスター・アナウンス・電光掲示板で注意を呼びかけている。
- エスカレーターからの落下事故もしばしば発生している[1]。
- 4輪を電車に持ち込んだ場合、走行中の揺れで自走する場合がある。手を離さないようにして、動かないよう気を付ける必要がある。

## 法令
日本の道路交通法上、一般的なショッピングカート、キャリーカート、トロリーバッグやトロリーケースは、常識的な車両の総重量や大きさを大きく超えない限り、「歩行補助車等」として扱われる（動力有りの場合は、法定の要件を満たす必要がある）。よって、原則として歩行者扱いとなる（歩行者が通行させている場合に限る）。詳細な条件や具体例については、「歩行補助車」を参照のこと。